# Embalse de Aldea del Cano
El embalse de Aldea del Cano, también conocido como pantano de Aldea del Cano o embalse de Nogales, es un embalse situado en la cuenca del arroyo Santiago, afluente del río Ayuela dentro de la provincia de Cáceres, entre los términos municipales de Aldea del Cano y Cáceres. El embalse se iba a dedicar al riego y fue inaugurado en 1988.

## Entorno natural
El embalse de Aldea del Cano y su entorno están catalogado como área de importancia nacional para las aves, además forma parte de la  ZEPA Embalse Aldea Del Cano.
La amplitud del embalse, la abundancia de ensenada y colas y la proximidad del encinar hasta la propia orilla hacen de este un lugar de elevado valor ecológico, tanto por la cantidad de especies que se pueden encontrar en él, como por la abundancia de representantes de cada una. Hay que destacar la presencia de la nutria, si bien llegan hasta sus orillas otros mamíferos como los tejones o garduñas. Es elevada la presencia de aves que tienen en el embalse el lugar habitual de alimentación; podemos mencionar al somormujo lavanco, zampullín chico, ánades reales, garcillas, garcetas, garzas reales, cigüeñas blancas, chorlitejos, andarríos o lavanderas. A estas especies hay que sumar el contingente invernal, como el caso de los zampullines, gallaretas, ánatidas, limícolas, gaviotas reidoras o el cormorán moñudo. Todas ellas encuentran alimentación en los limos de las orillas, las algas o las tencas y carpas, siendo el cangrejo americano quien más facilita la alimentación de numerosas especies, como sucede con la nutria.
Ya no es el embalse de Aldea del Cano
Tras años de inacción política el regadío no ha llegado a ponerse en marcha y los terrenos en los que se asienta el pantano han vuelto a su propietaria.